# Minúscula 24
Minúscula 24 (en la numeración Gregory-Aland), A18 (Soden) es un manuscrito griego en minúsculas del Nuevo Testamento escrito en vitela (pergamino). Es datado paleográficamente en el siglo X. Tiene marginalia.

## Descripción
El códice contiene el texto del Evangelio de Mateo y Marcos en 240 hojas de pergamino, con una laguna en Mateo 27:20-28:20—Marcos 1:1-4:22. El texto está escrito en una columna por página, el texto bíblico en 25 líneas y el texto del comentario en 58 líneas por página. Las letras iniciales están en rojo, la tinta es de color marrón.
El texto bíblico en el Evangelio de Marcos está rodeado por una catena, en Marcos de autoría de Victorino.
El texto de los Evangelios está dividido de acuerdo a los κεφαλαια (capítulos), cuyos números se colocan al margen del texto, y los τιτλοι (títulos) en la parte superior de las páginas. También hay otra división de acuerdo con las más pequeñas Secciones Amonianas (en Marcos, 234 secciones; la última en 16:9), con referencias a los Cánones de Eusebio (escritas debajo de los números de las Secciones Amonianas).
Contiene Prolegómenos, tablas de los κεφαλαια (tablas de contenidos) precediendo al Evangelio de Marcos. Una mano posterior agregó el Synaxarion (libro litúrgico con hagiografía).

## Texto
El texto griego del códice es representativo del tipo textual bizantino. Aland lo colocó en la Categoría V.

## Historia
El manuscrito es datado por el INTF en el siglo XI.
El manuscrito fue examinado y descrito por Griesbach, Scholz, Cramer (la catena de Marcos), Henri Omont y Paulin Martin. C. R. Gregory vio el manuscrito en 1885.
Fue añadido a la lista de manuscritos del Nuevo Testamento por Johann Jakob Wettstein, quien le dio el número 24.
Se encuentra actualmente en la Bibliothèque nationale de France (Gr. 178) en París.

## Lectura adicional
- John Antony Cramer (1844). Catenae Graecorum patrum in Novum Testamentum I. Oxford. p. XXIX.

- Datos: Q7247318